# St. Ludgeri-Südschacht
St. Ludgeri-Südschacht ist ein zu Wolsdorf gehörender Wohnplatz im Landkreis Helmstedt in Niedersachsen.
St. Ludgeri-Südschacht liegt im Osten von Niedersachsen, zwischen Wolsdorf und der Bundesstraße 244.

## Geschichte
Von 1819 bis 1821 erfolgte durch das Herzogtum Braunschweig in der Feldmark Wolsdorf der Bau der Schachtanlage Prinz Wilhelm zur Gewinnung von Braunkohle. Namensgeber war Wilhelm, der zweite Sohn von Friedrich Wilhelm, Herzog zu Braunschweig-Lüneburg. 1873 übertrug die Herzogliche Grubenverwaltung die Bergwerksanlagen an die neugegründeten Braunschweigischen Kohlen-Bergwerke. 1887 erfolgte auf dem Südflügel des Hilfsschachtes das Abteufen eines neuen Wetterschachtes.
Weil mit dem Wachsen des Bergwerks Prinz Wilhelm die Förderstrecken im Untertagebau immer länger wurden, erfolgte das Abteufen des Südschachtes. 1902 wurde der Betrieb im 15 Meter tiefen Südschacht aufgenommen. Er wurde durch eine 3,5 Kilometer lange Drahtseilbahn mit dem im Elz gelegenen Hauptschacht verbunden, wo der Umschlag der geförderten Kohle erfolgte.
1925 wurde der Südschacht als letzter Teil des Bergwerks Prinz Wilhelm stillgelegt. Die Braunkohle konnte aus den inzwischen aufgeschlossenen Tagebauen wirtschaftlicher gewonnen werden als im Tiefbau, auch hatte der Südschacht unter Wassereinbrüchen zu leiden.
Zur Rekultivierung ehemals für den Bergbau genutzter landwirtschaftlicher Flächen betrieben die Braunschweigischen Kohlen-Bergwerke unter anderem den Gutshof Südschacht. 1974 übergaben die Braunschweigischen Kohlen-Bergwerke den Gutshof Südschacht an die Domäne St. Ludgeri, die ihren Sitz aus der Stadt Helmstedt auf das Gut Südschacht verlegte. Dieser Besitzerwechsel erfolgte, weil die Braunschweigischen Kohlen-Bergwerke einen erheblichen Teil der Ländereien der Domäne St. Ludgeri für den Aufschluss des Tagebaus Helmstedt benötigten.
Heute ist das Unternehmen Domäne Sankt Ludgeri GmbH & Co. KG ein familiengeführter Ackerbaubetrieb mit Sitz in St. Ludgeri-Südschacht.